# 506th Parachute Infantry Regiment
Het 506th Parachute Infantry Regiment (506th PIR) is een regiment van de 101st Airborne Division van het Amerikaanse leger. De lotgevallen van de Easy Company van het 506th Parachute Infantry Regiment tijdens de Tweede Wereldoorlog worden verhaald in de televisieserie Band of Brothers van Steven Spielberg en Tom Hanks en het gelijknamige boek van Stephen Ambrose.

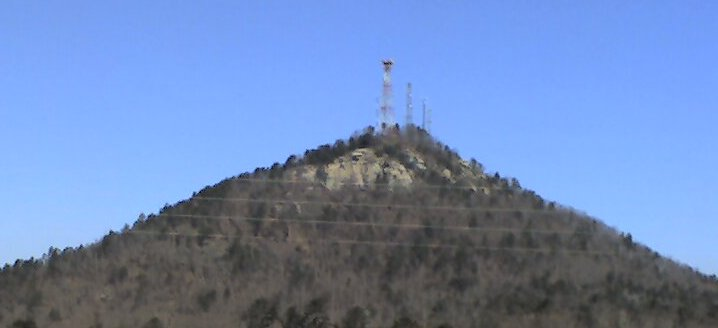
De berg Currahee.

Het 506th PIR werd in 1942 opgericht en gestationeerd in Camp Toccoa in de staat Georgia. Hier kreeg het de bijnaam The Currahees, naar de berg Currahee die zich in het trainingskamp bevond. Na hun training te hebben voltooid, vertrokken de paratroopers van het 506th naar Engeland om zich klaar te maken voor de oorlog. Het 506th PIR werd in drie grote veldslagen tijdens de Tweede Wereldoorlog ingezet, namelijk tijdens Operatie Overlord, Operatie Market Garden in Nederland, en de Slag om de Ardennen. Tijdens de Tweede Wereldoorlog stond het 506th PIR onder bevel van kolonel Robert Sink en daardoor werd het 506th PIR ook wel aangeduid als de Five-Oh-Sink.
Na de Tweede Wereldoorlog werd het 506th PIR nog ingezet in de Koreaanse Oorlog, de Vietnamoorlog en recentelijk in Irak.

## Bekende militairen van het 506th
- Richard Winters - majoor van Easy Company tijdens de Tweede Wereldoorlog
- Ronald Speirs - kapitein van de Dog Company en Easy Company gedurende de Tweede Wereldoorlog, later Luitenant-kolonel en gouverneur van Spandau gevangenis in Berlijn.
- Lynn "Buck" Compton - eerste luitenant van Easy Company tijdens de Tweede Wereldoorlog, later jurist bij de Californische rechtbank.
- Carwood Lipton - tweede luitenant van Easy Company tijdens de Tweede Wereldoorlog.
- David Webster - soldaat van Easy Company tijdens de Tweede Wereldoorlog, later schrijver en journalist.
- William Guarnere - sergeant van Easy Company tijdens de Tweede Wereldoorlog.